# Aska
Aska war eine jugoslawische Popgruppe, bestehend aus Snežana Mišković (Viktorija), Izolda Barudžija und Snežana Stamenković.

## Hintergrund
Im Jahr 1982 vertrat Aska Jugoslawien beim Eurovision Song Contest. Da Stamenković die Band verließ, wurde sie von Suzana Perović ersetzt. Das Lied Halo, Halo erreichte Platz 14 bei dem Wettbewerb.
Kurz darauf trennte sich Aska. Die Mitglieder verfolgten nunmehr ihre Solokarrieren.

## Diskografie
Alben
- 1982: Disco Rock
- 1984: Katastrofa

Singles
- 1982: Halo, Halo / Hallo, Hallo